# 宮原響
宮原 響（みやはら ひびき、2002年8月13日 - ）は日本の元ファッションモデル。静岡県出身。かつてアミューズに所属していた。

## 略歴
第18回ニコラモデルオーディションでニコラ専属モデルとなる。
中学校3年生当時に同学年のモデルで「トレガル」の連載をしたことから、宮原響を含む同学年7人は「トレガル」と呼ばれる。
「トレガル」世代が最高学年の高校1年生になった2018年に川床明日香を初代生徒会長としたニコラ生徒会が発足し、宮原響は読書部長を務める。
- 2019年5月31日をもってアミューズとの契約を終了。芸能活動を引退する。

### 2014年
- 9月、第18回ニコラモデルオーディションでグランプリ受賞。ニコラ専属モデルとなる[3]。

### 2018年
- 4月、ニコラ生徒会読書部長に就任[7]。

- 7月、ニコラ学園ワイモバスマホ部2代目部長に就任

### 2019年
- ニコラ5月号でニコラ専属モデルを卒業

- 5月31日で所属事務所アミューズとの契約を終了。芸能活動を引退する。

### 2021年
- Instagramを再設

## 人物
- 将来は、アナウンサー志望[2]。
- 憧れの芸能人は、本田翼[2]。
- 好きな食べ物は、蒸しパン[3]。
- ニコラ学園ワイモバスマホ部2代目部長を務める。HoneyWorksと ワイモバイルのコラボキャンペーンソング『小さなライオンfeat.南(ふてニャン/CV:豊永利行)』のMVにアニメーションのキャラクターとして登場する[8][9]。
- ニコラ生徒会で読書部長を務める[7][10]。 夏の文庫フェアで、新潮文庫とニコラのコラボキャンペーンが行われた際は、推薦図書として、編集部が5冊、宮原響が橋本紡の『流れ星が消えないうちに 』を選んだ[11]。

- ニコラ時代、『努力もニコラ愛もニコモNO.1』『モテ度120%小動物系女子』『ファンを想う気持ちはニコラNO.1』などと言われ、先輩モからも後輩モからも大人気の愛されキャラだった。

- 宮原響はニコラ読者から多くの支持を集めていた。その理由の1つがファン、読者への『神対応』だという。

- 宮原響のファンは「びきまにあ💗」と呼ばれファンマークは「🌏」である。

## 出演

### テレビ
- ビットワールド（2016年10月7日、NHK Eテレ）[12]

### 映画
- L♥DK ひとつ屋根の下、「スキ」がふたつ。（2019年3月21日、東映） -アカリ 役[13][14]

### CM
- ワイモバイル（2018年）TWICEワイモバ学園「転校生篇」[3]

### イベント
- ハロウィン フェス 2017 ジャック・オー・ランド（2017年10月21日、22日、横浜アリーナ）[15]

## 書籍

### 雑誌
- nicola（2014年10月号 - 2019年5月号、新潮社） - 専属モデル